# Сомеш-Уиљак (Марамуреш)
Сомеш-Уиљак (рум. Someș-Uileac) насеље је у Румунији у округу Марамуреш у општини Улмени. Oпштина се налази на надморској висини од 199 m.

## Становништво
Према подацима из 2002. године у насељу је живело 875 становника.

### Попис2002.
| Расподела становништва по националности 2002.‍ | Расподела становништва по националности 2002.‍ | Расподела становништва по националности 2002.‍ | Расподела становништва по националности 2002.‍ | Расподела становништва по националности 2002.‍ |
| --------------------------------------------- | --------------------------------------------- | --------------------------------------------- | --------------------------------------------- | --------------------------------------------- |
|                                               |                                               |                                               |                                               |                                               |
| Румуни                                        | Румуни                                        |                                               | 847                                           | 97,0%                                         |
| Мађари                                        | Мађари                                        |                                               | 26                                            | 3,0%                                          |